# Падела-Рубино (Фрозиноне)
Падела-Рубино је насеље у Италији у округу Фрозиноне, региону Лацио.
Према процени из 2011. у насељу је живело 180 становника. Насеље се налази на надморској висини од 260 м.